# Líder estudiantil
Un líder estudiantil o dirigente estudiantil es usualmente un estudiante (del nivel primario o secundario) o universitario que ejerce una posición de liderazgo en su escuela o en su campus. También se le llama así a quien dirige o lidera un grupo de protesta entre los estudiantes, generalmente de nivel universitario y generalmente en contra de los abusos de las autoridades universitarias o del país.

## Detalles del cargo
Los puestos de liderazgo estudiantil son por lo general puestos a disposición a través de un proceso de inscripción o postulación. Este proceso varía de institución a institución y de cargo a cargo, siendo algunos muy selectivos, que implican procesos de elecciones estudiantiles o fases rigurosas de selección, mientras otros son relativamente fáciles de acceder. Algunos cargos de liderazgo estudiantil son no remunerados mientras otros por su labor reciben un sueldo por horas. La mayoría de cargos que tienen horarios de trabajo poco comunes o claros reciben un estipendio en lugar de una remuneración horaria. Esto es con frecuencia el caso de asistentes residentes y miembros del gobierno estudiantil.

## Ejemplos
Un líder estudiantil podría ser cualquier alumno o alumna que desempeñe los siguientes roles:

### Escuela primaria o secundaria
- Miembro del gobierno estudiantil, consejo estudiantil o municipio escolar (alcalde o prefecto escolar). En Argentina se le suele llamar Centro de Estudiantes.
- Asistente de profesores
- Tutor compañero
- Miembro de cualquier organización o club estudiantil
- Brigadier general o de aula
- Policía escolar
- Presidente de curso

### Universidades o institutos
- Ayudante residente
- Miembro del gobierno o cogobierno estudiantil
- Miembro de la Asociación de Estudiantes Residentes
- Miembro del equipo de orientación a los alumnos entrantes
- Asistente o trabajador estudiantil
- Miembro de cualquier organización o club estudiantil
- Delegado o representante estudiantil ante una organización externa a la universidad